# Coregonus renke
Coregonus renke es una especie de pez de la familia Salmonidae en el orden de los Salmoniformes.

## Alimentación
Come principalmente zoo plancton y, raramente, invertebrados  bentónicos. Puede consumir grandes cantidades de pececillos en el verano.

## Distribución geográfica
Se encuentra en Europa: lagos  Starnberger See,  Tegernsee y  Traunsee en Alemania y Austria.